# Феличе делла Ровере
Феличе делла Ровере (итал. Felice Della Rovere; ок. 1483 — 27 сентября 1536, Рим) — незаконная дочь папы римского Юлия II и одна из самых влиятельных женщин итальянского Ренессанса. Способствовала заключению мира между своим отцом и королевой Франции.

## Биография
Матерью Феличе была Лукреция Норманни, принадлежавшая к старой римской семье. Папа выдал свою любовницу за майордома своего рода по имени Бернардино де Купис. Она родила от него ещё одного ребёнка, сводного брата Феличе, которого назвали Джованни Доменико де Купис. Папа Лев X сделал его кардиналом.
Немногочисленные документальные свидетельства говорят о том, что Феличе была выдана замуж в четырнадцать лет и скоро овдовела. Согласно её биографу Каролин Мёрфи, она «de facto выполняла роль, которая принадлежала бы ей, если бы она родилась мальчиком — роль „кардинала-племянника“». Юлий II, видимо, попытался выдать её замуж ещё раз, но следующий брак состоялся лишь когда ей было двадцать три года — её мужем стал Джан Джордано Орсини, который был старше её на двадцать лет. Документы свидетельствуют, что она имела влияние не только на своего отца, но и на его преемников на папском престоле — Льва X Медичи и Клемента VII (хотя голландец Адриан VI избег её влияния).
Через некоторое время после своей свадьбы она, видимо, помирилась со своим отцом и получила от него подарок в 9000 дукатов, на которые купила замок Пало, из угодий которого с большой прибылью экспортировала пшеницу, часто прямо в Рим.
После смерти мужа в 1517 году Феличе взяла под контроль обширное имущество Орсини, поскольку по условиям её брачного контракта её потомство имело преимущество перед детьми её супруга от первого брака. Она родила двух сыновей, Франческо и Джироламо, назначив второго наследником состояния, а также дочерей Джулию и Клариче, и третью, умершую в младенчестве.
Третьим браком она вышла замуж за Антонелло ди Сансеверино, принца Салерно в изгнании и племянника Гвидобальдо да Монтефельтро.